# Monolena primuliflora
Monolena primuliflora là một loài thực vật có hoa trong họ Mua. Loài này được Hook. f. mô tả khoa học đầu tiên năm 1870.

## Hình ảnh

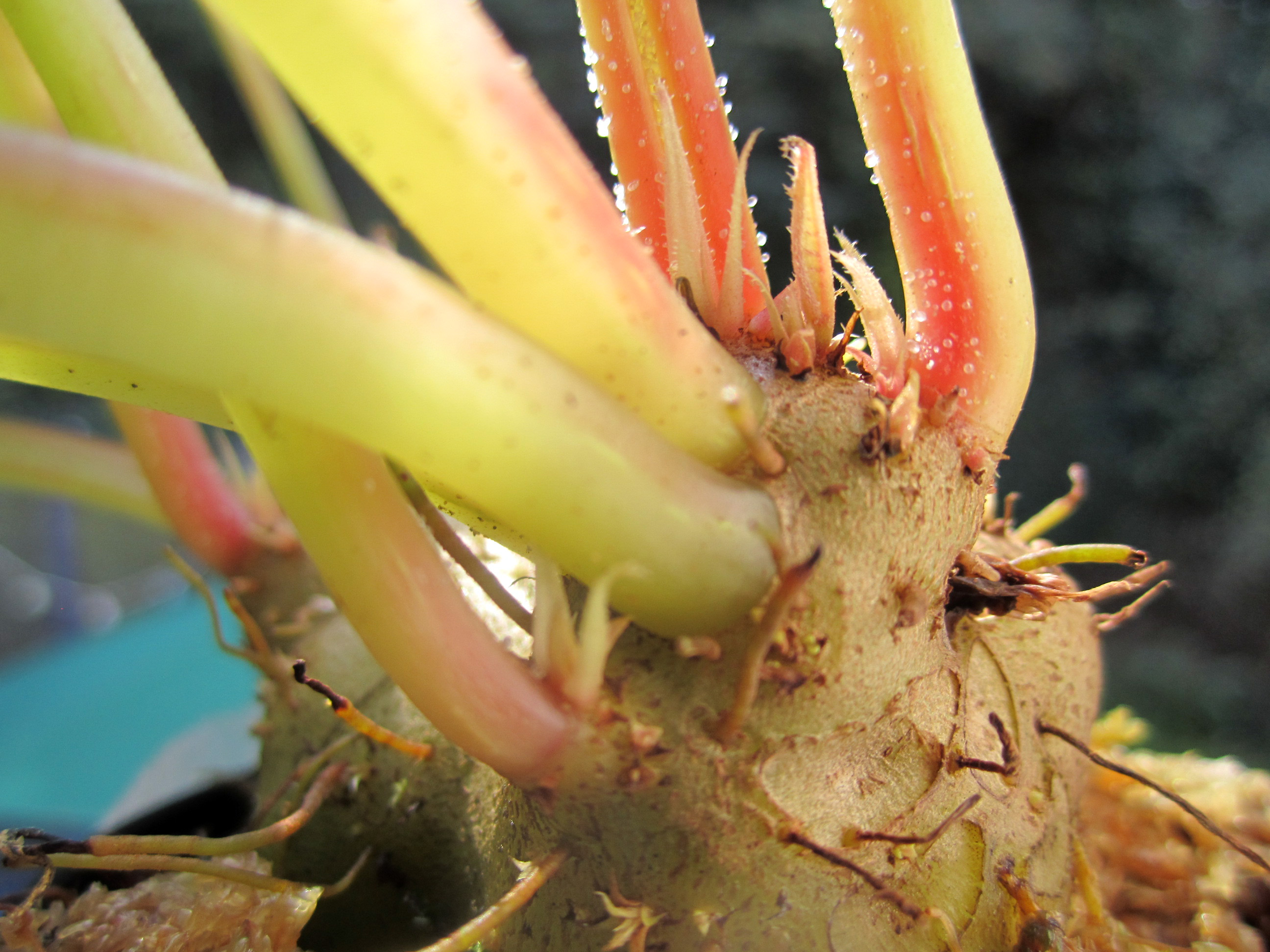
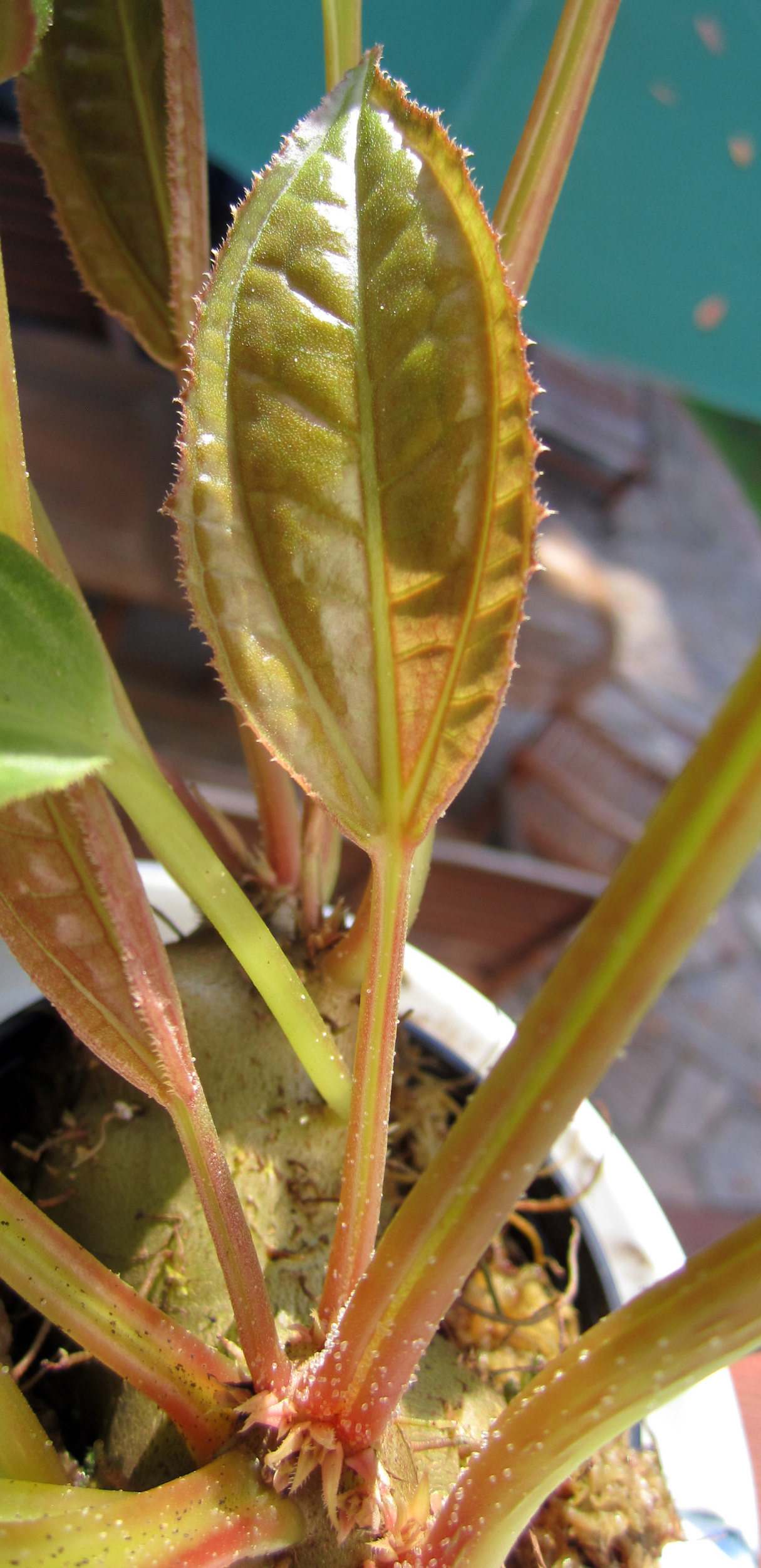
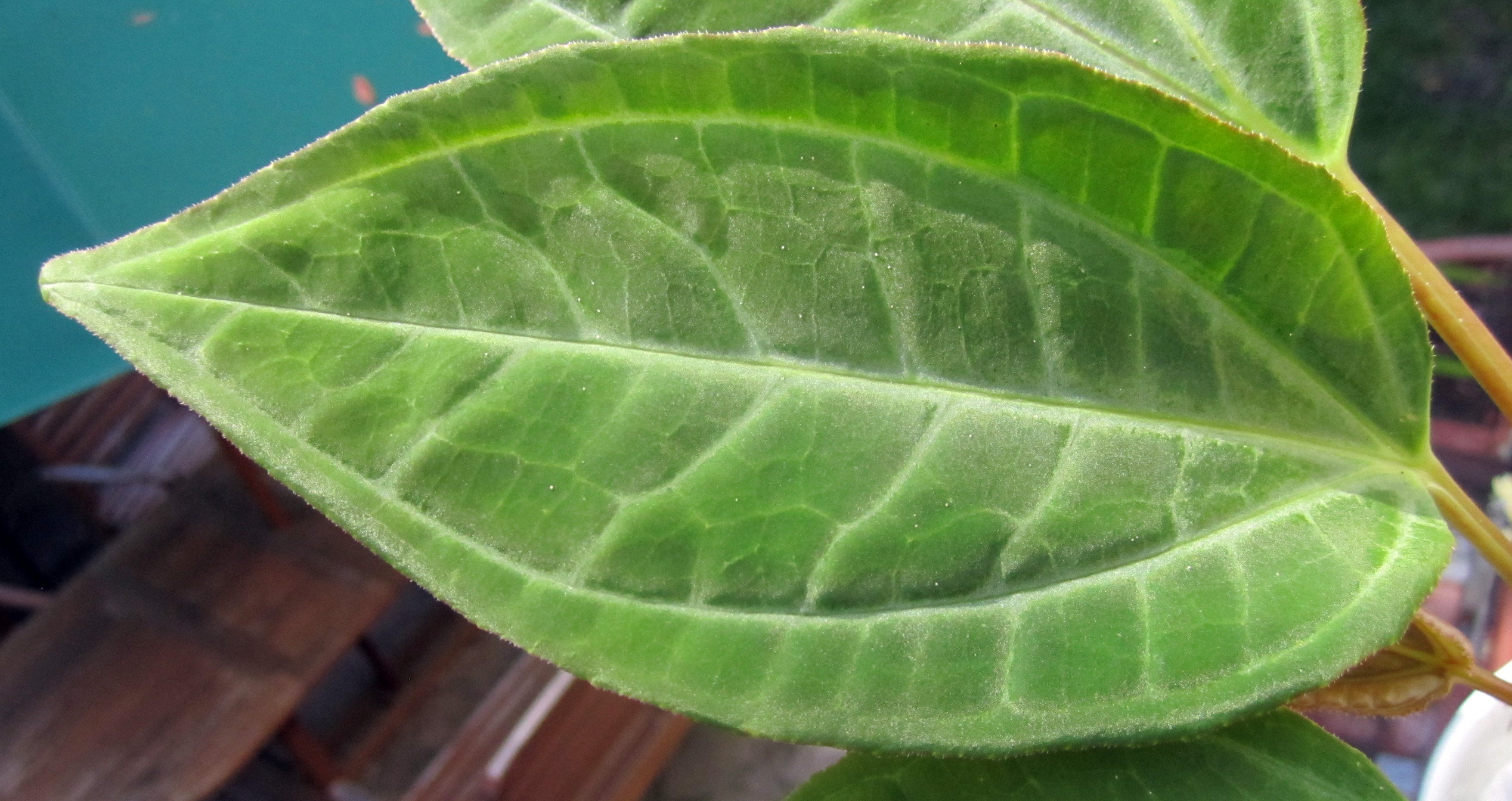